# Keanu Ebanks
Keanu Ebanks (* 7. April 1994 in Leeds, Vereinigtes Königreich) ist ein britischer American-Football-Spieler auf der Position des Offensive Tackles.

## Werdegang
Ebanks begann 2013 an der University of Hull bei den Sharks mit dem American Football und startete dort sowohl in der Offensive Line als auch in der Defensive Line. Mit den Sharks gewann Ebanks einmal den Titel in der Nord-Division. Zu diesem Erfolg trug er unter anderem mit einem geblockten Field Goal gegen die Leeds Beckitt University kurz vor Spielende erheblich bei. Zur Saison 2018 setzte sich Ebanks das Ziel, in der German Football League zu spielen, weshalb er jedes deutsche GFL-Team anschrieb. Nachdem die Hildesheim Invaders ihn zu einer Trainingseinheit eingeladen hatten, entschieden sich die Invades mehrere Monate später zur Verpflichtung des Briten: „Für die meisten Briten ist es nicht einfach, in die GFL zu kommen. Ich habe 2017 einen Europlayers-Account erstellt und angefangen, Vereinen zu schreiben. Es fühlte sich an, als hätte ich jedes Team in Deutschland angeschrieben und keine Antwort erhalten. Endlich bekam ich eine Nachricht aus Hildesheim, die beschlossen, mich später in diesem Jahr zum Training einzuladen. Ich musste dann ein paar Monate warten, bevor ich von ihnen hörte. Ich war gerade dabei, bei einem Team in Frankreich zu unterschreiben, als ich den Anruf erhielt“, so Ebanks. Bei den Invaders kam Ebanks lediglich in der Offensive Line zum Einsatz, wurde dort aber zu einer festen Größe. In der GFL-Saison 2019 spielte er auf der Position des Left Tackles und zog mit den Invaders erstmals in deren Teamhistorie in die Playoffs ein. Nach der Saison wurde er zum NFL Global Combine in Köln eingeladen, um sich für das International Pathway Program zu empfehlen. Darüber hinaus nahm er im Januar 2020 am CFL Combine teil und meldete sich für den Draft der Canadian Football League an.
Aufgrund der COVID-19-Pandemie wurden die Spielzeiten in der GFL und CFL abgesagt, doch Ebanks entschied sich, dennoch Football spielen zu wollen. Daher wechselte der Brite zu den Stockholm Mean Machines in die schwedische Superserien. Mit den Mean Machines erreichte Ebanks das Finale, welches mit 12:14 gegen die Carlstad Crusaders verloren ging. Im Frühjahr 2021 nahm Ebanks am CFL Virtual Combine teil und war erneut zum Global Draft der kanadischen Profiliga angemeldet. Beim 40 Yard Dash lief Ebanks eine Zeit von 5,40 Sekunden, beim Bankdrücken gelangen ihm 24 Wiederholungen und beim Standweitsprung sprang er 2,67 Meter weit. Beim Draft wurde Ebanks von keinem Franchise ausgewählt. Zur historisch ersten Saison der European League of Football 2021 wurde er stattdessen von den Hamburg Sea Devils verpflichtet. Bei den Sea Devils war er der Starting Left Tackle und Teil einer O-Line, die in den zehn Spielen der Regular Season 26 Sacks zuließ. Ebanks war zudem für insgesamt elf Strafen verantwortlich, sechsmal durch einen False Start und fünfmal aufgrund eines Holdings. Nach Abschluss der regulären Saison wurde er in das ELF All Star Team berufen. Im Finale um die erste ELF-Meisterschaft unterlagen die Sea Devils mit 30:32 gegen die Frankfurt Galaxy. Vom Sportmagazin American Football International wurde Ebanks zum Jahresende in das AFI’s All-Europe Team 2021 ernannt.
Zur Saison 2022 wechselte er zunächst zu den Panthers Wrocław, die in der gleichen Conference wie die Sea Devils spielen. Noch vor Beginn der ELF-Saison wurde er dann jedoch im März 2022 von den Calgary Stampeders aus der Canadian Football League (CFL) verpflichtet. Er verbrachte die gesamte CFL-Saison auf dem Practice Roster. Am 13. Mai 2023 wurde Ebanks von den Stampeders entlassen, nachdem er sich im ersten Camp verletzt hatte.
Wenige Wochen später wurde er von den Paris Musketeers aus der ELF verpflichtet. Im Dezember 2023 wechselte er für die anschließende ELF-Saison zurück zu den Panthers Wrocław.